# 2007-es GP2 spanyol nagydíj
A 2007-es GP2 spanyol nagydíj volt a 2007-es GP2-szezon második versenye. A versenyt Montmelóban rendezték május 12. és 13. között.
Az első versenyt Bruno Senna nyerte Timo Glock és Lucas di Grassi előtt, míg a sprintfutamon Timo Glock diadalmaskodott Javier Villát és Lucas di Grassit megelőzve.